# Olympische Winterspiele 1948/Teilnehmer (Frankreich)
| Gelbes Symbol für Goldmedaillen mit stilisierten Olympischen Ringen | Graues Symbol für Silbermedaillen mit stilisierten Olympischen Ringen | Braundes Symbol für Bronzemedaillen mit stilisierten Olympischen Ringen |
| ------------------------------------------------------------------- | --------------------------------------------------------------------- | ----------------------------------------------------------------------- |
| 2                                                                   | 1                                                                     | 2                                                                       |

Frankreich nahm an den V. Olympischen Winterspielen 1948 in St. Moritz mit einer Delegation von 36 Athleten, davon acht Frauen, teil.
| Bob                                 | René Charlet Jean Morin Jacques Descatoire Amédée Ronzel          | Viererbob          | 9      | Frankreich I                |
| Bob                                 | Gilbert Achart-Picart Felix Bonnat Louis Saint-Calbre Henri Evrot | Viererbob          | 13     | Frankreich II               |
| Bob                                 | Achille Fould Henri Evrot                                         | Zweierbob          | 11     | Frankreich I                |
| Bob                                 | William Hirigoyen Louis Saint-Calbre                              | Zweierbob          | 12     | Frankreich II               |
| Eiskunstlauf                        | Jacques Favart                                                    | Paarlauf           | 14     | zusammen mit Denise Favart  |
| Skeleton                            | William Hirigoyen                                                 | -                  | dnf    |                             |
| Ski Alpin                           | James Couttet                                                     | Abfahrt            | 13     |                             |
| Ski Alpin                           | James Couttet                                                     | Kombination        | Bronze |                             |
| Ski Alpin                           | James Couttet                                                     | Slalom             | Silber |                             |
| Ski Alpin                           | Guy de Huertas                                                    | Abfahrt            | 23     |                             |
| Ski Alpin                           | Desirè Lacroix                                                    | Slalom             | 15     |                             |
| Ski Alpin                           | Henri Oreiller                                                    | Abfahrt            | Gold   |                             |
| Ski Alpin                           | Henri Oreiller                                                    | Kombination        | Gold   |                             |
| Ski Alpin                           | Henri Oreiller                                                    | Slalom             | Bronze |                             |
| Ski Alpin                           | Georges Panisset                                                  | Abfahrt            | 23     |                             |
| Ski Alpin                           | Georges Panisset                                                  | Kombination        | 18     |                             |
| Ski Alpin                           | Jean Pazzi                                                        | Abfahrt            | 33     |                             |
| Ski Alpin                           | Claude Penz                                                       | Abfahrt            | 34     |                             |
| Ski Alpin                           | Claude Penz                                                       | Kombination        | 24     |                             |
| Ski Alpin                           | Claude Penz                                                       | Slalom             | 34     |                             |
| Ski Nordisch                        | René Jeandel Gérard Perrier Marius Mora Benoît Carrara            | 4 × 10 km Langlauf | 7      |                             |
| Ski Nordisch                        | Paul Bouveret                                                     | 18-km-Langlauf     | 48     |                             |
| Ski Nordisch                        | André Buffard                                                     | 18-km-Langlauf     | 44     |                             |
| Ski Nordisch                        | Benoît Carrara                                                    | 18-km-Langlauf     | 11     |                             |
| Ski Nordisch                        | Régis Charlet                                                     | Spezialsprunglauf  | 26     |                             |
| Ski Nordisch                        | James Couttet                                                     | Spezialsprunglauf  | 25     |                             |
| Ski Nordisch                        | René Jeandel                                                      | 18-km-Langlauf     | 42     |                             |
| Ski Nordisch                        | René Jeandel                                                      | Kombination        | 19     |                             |
| Ski Nordisch                        | Walter Jeandel                                                    | 18-km-Langlauf     | 71     |                             |
| Ski Nordisch                        | Walter Jeandel                                                    | Kombination        | 30     |                             |
| Ski Nordisch                        | Arsène Luchini                                                    | Spezialsprunglauf  | 22     |                             |
| Ski Nordisch                        | Jean Monnier                                                      | Spezialsprunglauf  | 31     |                             |
| Ski Nordisch                        | Marius Mora                                                       | 18-km-Langlauf     | 37     |                             |
| Weibliche Teilnehmer aus Frankreich |                                                                   |                    |        |                             |
| Sportart                            | Sportler                                                          | Disziplin          | Platz  | Bemerkung                   |
| Eiskunstlauf                        | Jacqueline du Bief                                                | Damen              | 16     |                             |
| Eiskunstlauf                        | Denise Favart                                                     | Paarlauf           | 14     | zusammen mit Jacques Favart |
| Ski Alpin                           | Fernande Bayetto                                                  | Abfahrt            | 21     |                             |
| Ski Alpin                           | Micheline Desmazières                                             | Abfahrt            | 29     |                             |
| Ski Alpin                           | Françoise Gignoux                                                 | Abfahrt            | 7      |                             |
| Ski Alpin                           | Françoise Gignoux                                                 | Kombination        | 5      |                             |
| Ski Alpin                           | Françoise Gignoux                                                 | Slalom             | 12     |                             |
| Ski Alpin                           | Georgette Miller-Thiollière                                       | Abfahrt            | 31     |                             |
| Ski Alpin                           | Georgette Miller-Thiollière                                       | Kombination        | 20     |                             |
| Ski Alpin                           | Georgette Miller-Thiollière                                       | Slalom             | 4      |                             |
| Ski Alpin                           | Lucienne Schmidt-Couttet                                          | Abfahrt            | 10     |                             |
| Ski Alpin                           | Lucienne Schmidt-Couttet                                          | Kombination        | 10     |                             |
| Ski Alpin                           | Lucienne Schmidt-Couttet                                          | Slalom             | 20     |                             |
| Ski Alpin                           | Suzanne Thiollière                                                | Abfahrt            | 6      |                             |
| Ski Alpin                           | Suzanne Thiollière                                                | Kombination        | 10     |                             |
| Ski Alpin                           | Suzanne Thiollière                                                | Slalom             | dnf    |                             |